# Mauelermühle (Windeck)
Mauelermühle ist ein Ortsteil der Gemeinde Windeck im Rhein-Sieg-Kreis.

## Lage
Mauelermühle liegt am südlichen Siegufer. Nachbarort ist Mauel im Westen, ehemalige sind Präsidentenbrücke im Norden und Poche im Osten.

## Geschichte
Namensgebend ist eine Mühle von Burg Mauel. Der Ort wurde urkundlich erstmals 1582 als Mauwell erwähnt.
Das Anwesen gehörte zum Kirchspiel Rosbach und zeitweise zur Bürgermeisterei Dattenfeld.
1830 wurde die Mühle noch nicht verzeichnet. 1845 hatte die Mühle einen evangelischen Müller. 1863 wohnten hier sieben Personen. 1888 hatte die Mühle zehn Einwohner.
1962 und 1976 hatte der Ortsteil jeweils vier Einwohner.